# Lars Harms (Politiker)

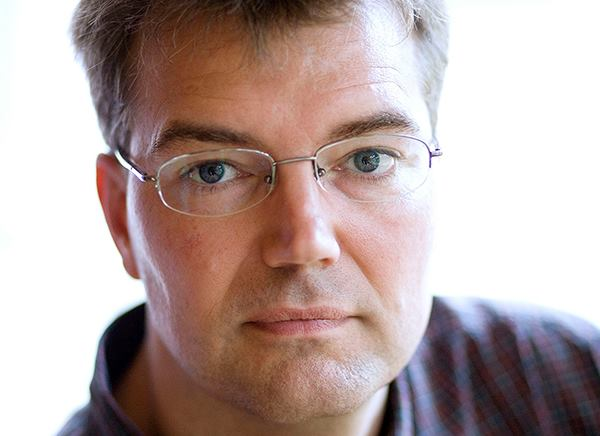
Lars Harms (2016)

Lars Harms (* 8. November 1964 in Husum) ist ein deutscher Politiker (SSW) und Betriebswirt. Er war von 2000 bis 2025 Mitglied des Landtages von Schleswig-Holstein und dort von 2012 bis 2025 Fraktionsvorsitzender des SSW.

## Leben
Nach der Fachhochschulreife 1983 in Husum leistete Harms seinen Wehrdienst ab, arbeitete von 1983 bis 1985 im Bankgewerbe, der Steuerberatung sowie im Einzelhandel und begann anschließend 1985 ein Studium der Betriebswirtschaftslehre in Kiel und Koblenz, das er 1989 als Diplom-Betriebswirt (FH) beendete. Von 1985 bis 1989 arbeitete er neben dem Studium bei der Post. Danach leitete er von 1989 bis 2000 die Touristinformation in Heide.
Harms war von 1995 bis 2021 ehrenamtlich tätig im Vorstand der Friisk Foriining und war von 1994 bis 2020 im Beirat des Nordfriisk Instituut in Bredstedt. Weiters ist er Mitglied im Kulturverband der dänischen Minderheit (Sydslesvigsk Forening), im friesischen Jugendverband Rökefloose (deutsch: „Rabenschar“), dem Feriin Nordfriisk Teooter (deutsch: Verein Nordfriesisches Theater), dem Feriin Nordfriisk Instituut (deutsch: Verein Nordfriesisches Institut) und in der Wohnungsbaugenossenschaft Maro Temm der Minderheit der Sinti und Roma in Deutschland.
Lars Harms ist konfessionslos, hat sechs Kinder und lebt in Husum.

## Südschleswigscher Wählerverband
Harms ist Mitglied im Südschleswigschen Wählerverband und war von 1993 bis 2007 Vorstandsmitglied und dann von 2007 bis 2019 Vorsitzender des SSW-Kreisverbandes Nordfriesland. Zuvor war er bereits von 1993 bis 1996 Vorstandsmitglied des SSW in Friedrichstadt und von 1997 bis 2007 Vorsitzender des Ortsverbandes von Koldenbüttel. Im SSW – gemäß dem Schleswig-Holsteinischen Wahlgesetz die Partei der dänischen Minderheit – ist auch die nationalfriesische Strömung der friesischen Volksgruppe politisch organisiert, der sich Harms zurechnet. Im Kulturverband der nationalen Friesen, der Friisk Foriining, war Harms bis 2021 dritter Vorsitzender.

## Abgeordneter
Harms begann seine politische Arbeit von 1994 bis 1996 als bürgerliches Ausschussmitglied in Friedrichstadt und von 1994 bis 1998 als bürgerliches Ausschussmitglied beim Kreis Nordfriesland. Von 1998 bis 2000 gehörte Harms dem Kreistag des Kreises Nordfriesland an und war hier Vorsitzender der SSW-Fraktion. Von 1998 bis Ende 2007 gehörte er der Gemeindevertretung seines damaligen Wohnortes Koldenbüttel an. 2023 wurde Harms mit einem Direktmandat im Wahlbezirk 12 (Rödemis) in die Stadtvertretung von Husum gewählt.
Von 2000 bis 2025 war Harms Mitglied des Landtages von Schleswig-Holstein für den von der Fünf-Prozent-Hürde befreiten SSW. Hier war er bis 2009 stellvertretender Vorsitzender der damals aus zwei bzw. drei Abgeordneten bestehenden Gruppe des SSW. Nachdem der SSW 2009 erstmals nach der Landtagswahl von 1950 mit vier Abgeordneten wieder den Fraktionsstatus erreicht hatte, wurde Harms zum Parlamentarischen Geschäftsführer der SSW-Fraktion gewählt. Seit Juni 2012 war er Vorsitzender der aus drei Abgeordneten bestehenden SSW-Gruppe im Landtag, die von 2012 bis 2017 Teil der Koalition aus SPD, Grünen und SSW (Dänen-Ampel) war. Seit 2022 ist der SSW mit vier Abgeordneten wieder in Fraktionsstärke im Kieler Landtag vertreten, deren Fraktionsvorsitzender wiederum Harms wurde.
Harms war im Schleswig-Holsteinischen Landtag Mitglied des Ältestenrates, des Innen- und Rechtsausschusses, des Finanzausschusses, des Unterausschusses des Finanzausschusses für Unternehmensbeteiligungen des Landes, des Parlamentarischen Kontrollgremiums, des Parlamentarischen Einigungsausschusses, des Parlamentarischen Kontrollgremiums und der Arbeitsgruppe Haushaltsprüfung, des Gremiums für Fragen der friesischen Volksgruppe, des Beirates Niederdeutsch, des Richterwahlausschusses und des Datenschutzgremiums. Weiter war er Mitglied in verschiedenen Untersuchungsausschüssen und des Sonderausschusses Verfassungsreform, der 2014 seine Arbeit abschloss. Außerdem ist er Mitglied des Landesplanungsrates.
Er war Initiator des schleswig-holsteinischen Tariftreuegesetzes und des Friisk Gesäts zur Förderung der friesischen Minderheit, das der Landtag am 11. November 2004 annahm.
2017 war er Mitglied der 16. Bundesversammlung und 2022 Mitglied der 17. Bundesversammlung. Am 8. Mai 2020 wurde er zudem durch den Schleswig-Holsteinischen Landtag in den Rat der Friesenstiftung gewählt.
Harms zog stets über die Landesliste in den Landtag Schleswig-Holsteins ein. Er kandidierte zudem 2000, 2005 und 2009 im Landtagswahlkreis Husum-Eiderstedt sowie 2012, 2017 und 2022 im Landtagswahlkreis Nordfriesland-Süd.
Am 6. Januar 2025 legte Harms sein Landtagsmandat nieder und zog sich aus der Politik zurück. Für ihn rückte Michael Schunck in den Landtag nach. Im Amt des Fraktionsvorsitzenden folgte ihm Christian Dirschauer nach.